# 鄭珍
鄭珍（1806年4月28日—1864年10月18日），字子尹，晚號柴翁，别号五尺道人。貴州遵義沙灘（今遵義縣境）人。和施閏章、姚鼐被並列為清代三大詩人。與獨山莫友芝並稱西南巨儒。

## 生平
郑珍先世为江西吉水人，先祖跟随刘綎平定播州之乱，遂迁居遵义。祖父郑学山、父郑文清皆是家乡里的医生。清嘉慶十一年（1806年），三月初十日生於遵義縣西鄉天旺里河梁莊玉磬山腳下（閱為鴨溪鎮金鐘村荷莊村）。先世為江西人。其母為黎安理之女。
道光五年（1825年）貢生。受到知县歙县人程恩泽的赏识，在他的鼓励下专攻经学。道光八年（1828年），考取秀才。道光十七年（1837年）舉人，任古州廳學訓導、荔波縣學教諭，多次參加會試，不第。咸豐五年（1855年），有叛苗侵犯荔波，县令称病不出，珍率兵守城，保全了城池。同治二年，为大学士祁寯藻举荐于朝廷，获任知县，分发到江苏，但未赴任。
同治三年（1864年），九月十七日卒，葬于遵義禹門子午山。

## 著作
《巢經巢詩鈔》九卷、《儀禮私箋》、《說文逸字》、《說文新附考》、《巢經巢經說》、《鄭學錄》等。

## 評價
鄭珍以經學馳名，李慈铭《越缦堂日记》云：“子尹《经说》虽只一卷，而精密贯串，尤多杰见。”莫友芝稱：子尹“平生著述，经训第一，文笔第二，诗歌第三。而惟诗为易见才，将恐他日流传，转压两端耳。”。張裕釗在《國朝三家詩鈔》中，將鄭珍和施閏章、姚鼐並列為清代三代詩人。

## 延伸阅读
[在维基数据编辑]
 《清史稿·卷482》，出自趙爾巽《清史稿》